# Roads Less Travelled
Roads Less Travelled è un album da solista di Martin Barre, pubblicato nel 2018.

## Tracce
1. Lone Wolf
2. Out of Time
3. On My Way
4. Roads Less Travelled
5. Badcore Blues
6. Seattle
7. For No Man
8. (This Is) My Driving Song
9. You Are An Angel
10. Trinity
11. And The Band Played On

## Formazione
- Martin Barre - chitarra acustica, chitarra elettrica, bouzouki, mandolino, basso, flauto e clarinetto basso[1]
- Dan Crisp - voce
- Becca Langsford - voce
- Alex Hart - voce
- Alan Thompson - basso
- George Lindsay, percussioni
- Darby Todd - batteria
- Aaron Graham - batteria